# Akademiska Sångföreningen

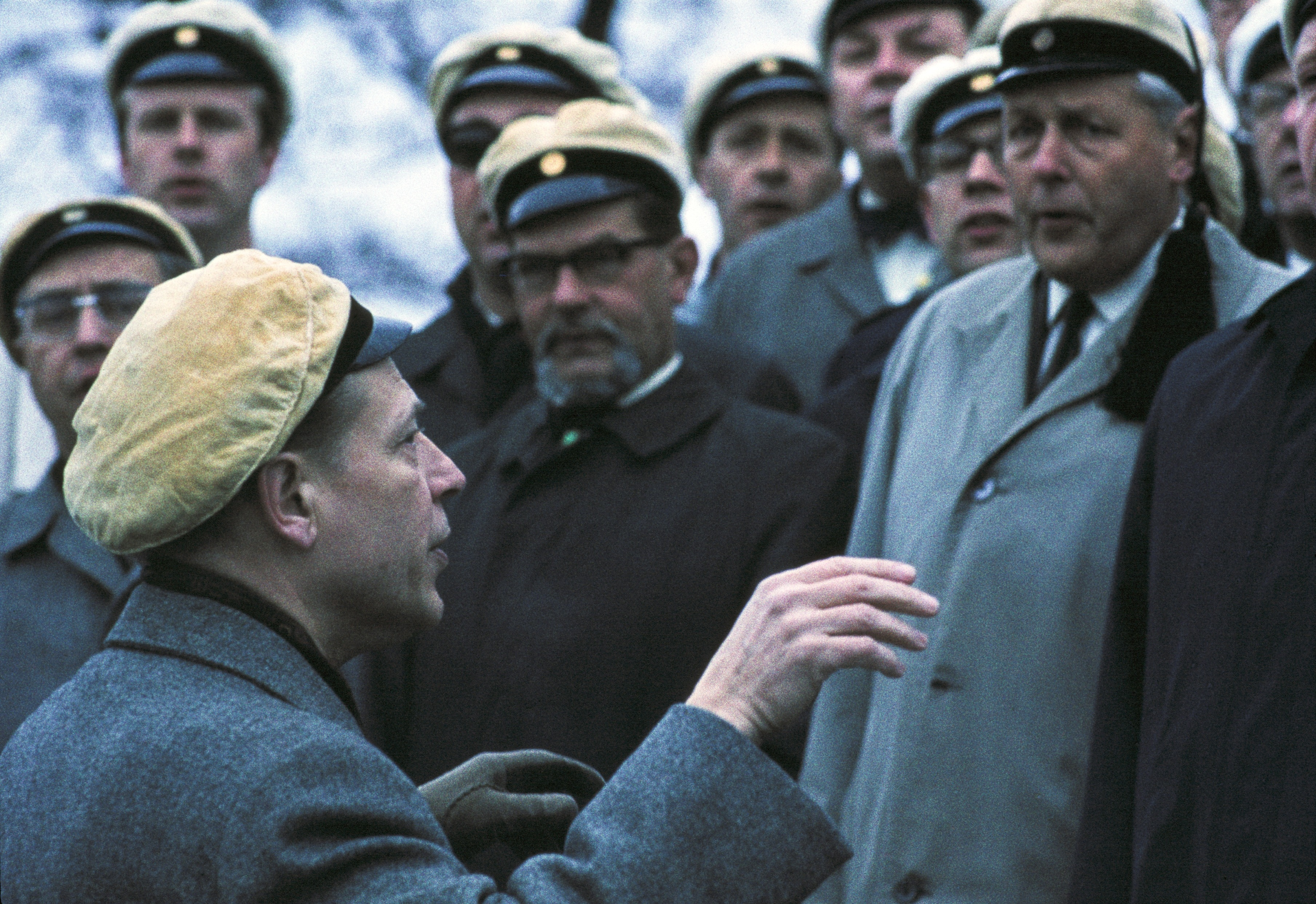
Erik Bergman dirigerar 1 maj 1968.

Akademiska Sångföreningen, även kallad Akademen, är en finlandssvensk manskör med hemort i Helsingfors. Kören är Finlands äldsta alltjämt verksamma kör – grundad år 1838 av Fredrik Pacius, musiklektor vid Kejserliga Alexanders Universitetet i Finland i Helsingfors. Till 1848 var namnet Akademiska Sång-Sällskapet.
Under 1800-talet var kören en viktig och uppskattad symbol för det nationella uppvaknandet. Bland annat uruppförde kören 1848 Vårt Land (som skulle bli Finlands nationalsång), tonsatt av Pacius till text av Johan Ludvig Runeberg.
Akademiska Sångföreningen har sett som sin uppgift att vårda den klassiska inhemska manskörslitteraturen och upprätthålla den svenska kulturen i ord och toner. Av de tonsättare vilkas verk tillhör stamrepertoaren kan nämnas Jean Sibelius (hedersmedlem), Toivo Kuula, Leevi Madetoja och Selim Palmgren.
Framför allt under andra hälften av 1900-talet kom Akademiska Sångföreningen uttryckligen under sin dirigent Erik Bergman att staka ut en ny väg för manskörssången i Finland. Tonsättaren Henrik Otto Donner förde efter honom traditionen vidare under inte alltid så lätta förutsättningar.
Mot slutet av 1970-talet och i början av 1980-talet ägnade sig kören emellanåt också åt musik av lättare slag. À la Carte-konserterna i Finlandiahuset blev publiksuccéer. En del musik skrevs enligt behov av interna krafter.
Under 1900-talet har kören haft ett flertal bemärkta dirigenter: Bengt Carlson, Nils-Eric Fougstedt, Erik Bergman, Henrik Otto Donner, Markus Westerlund, Eric-Olof Söderström, Tom Eklundh, John Schultz, Henrik Wikström och Kari Turunen. Sedan 2020 leds kören av MuM Elisa Huovinen. 
Akademiska Sångföreningen består av cirka 60 aktiva sångare [källa behövs] och är alltjämt som namnet anger en studentkör och, liksom sin systerkör Akademiska Damkören Lyran med cirka 50 medlemmar, en musikkorporation som formellt lyder under Helsingfors universitets studentkår, men i sin verksamhet är självständig. Kören konserterar regelbundet i hemlandet och besöker utlandet med jämna mellanrum. Kören har bland annat besökt Australien, Nya Zeeland, Kanada, USA, Hongkong, Filippinerna, Singapore och Sydafrika vid sidan av många europeiska länder.
Akademiska Sångföreningen har särskilt under senare år ägnat sig åt en aktiv skivproduktion, som uttryckligen har dokumenterat god manskörssång på svenska språket. Härtill sjunger kören även på transpiranto – skivan Happi kvam pippi utkom 2006. Skivan Hymn to Finland utgavs på Pacius 200-årsdag den 19 mars 2009 på BIS Records och dokumenterar grundaren Fredrik Pacius verk för manskör.
Akademiska Sångföreningen upprätthåller kontakter till motsvarande korporationer både i hemlandet och utomlands; i hemlandet särskilt till Brahe Djäknar i Åbo och till Ylioppilaskunnan Laulajat i Helsingfors, i Sverige framför allt till sångarbröderna i Orphei Drängar (Uppsala), Stockholms Studentsångare (Stockholm), Linköpings Studentsångare (Linköping) och Lunds Studentsångförening (Lund).
I sin hemstad Helsingfors har kören sedan 1954 ett aktivt samarbete med Akademiska Damkören Lyran.

## Diskografi
- 1995 – Första maj
- 1999 – Julstämning (tillsammans med Akademiska Damkören Lyran)
- 2002 – Skaparegestalter
- 2005 – För ögonblicket
- 2006 – Happi kvam pippi
- 2009 – Hymn to Finland
- 2011 – Julen vi minns (tillsammans med Akademiska Damkören Lyran)
- 2013 – Från tidevarv till tidevarv
- 2013 – Solglitter
- 2016 – I Dreamt - Beställningsverken 2007-2013
- 2021 – En Del av Det Hela